# Nemotice
Nemotice är en ort i Tjeckien.   Den ligger i regionen Södra Mähren, i den östra delen av landet, 220 km sydost om huvudstaden Prag. Nemotice ligger 252 meter över havet och antalet invånare är 346.
Terrängen runt Nemotice är kuperad söderut, men norrut är den platt. Nemotice ligger nere i en dal. Runt Nemotice är det ganska tätbefolkat, med 192 invånare per kvadratkilometer. Närmaste större samhälle är Vyškov, 18,8 km nordväst om Nemotice. I omgivningarna runt Nemotice växer i huvudsak blandskog.